# 特科霍霍人民党
特科霍霍人民党（西班牙語：Partido Popular Tekokoja）是巴拉圭的一个土著政党。“特科霍霍”是巴拉圭的一个土著部落的名称。该党曾支持前总统费尔南多·卢戈。该党参加选举联盟瓜苏阵线。该党是圣保罗论坛的成员。